# Глафіровка (Щербинівський район)
Глафі́рівка — село в Щербинівському районі Краснодарського краю, утворює Глафіровське сільське поселення.
Загальна площа земель сільського поселення — 6793 га, з них земель сільськогосподарського призначення — 5211,6 га., площа населеного пункту становлять 1549 га.

## Історія
За даними на 1859 рік у містечку 4-го стану Ростовського повіту Катеринославської губернії налічувалось 175 дворових господарств, у яких мешкало 1596 осіб (772 чоловічої статі та 824 — жіночої), існувала православна церква, відбувалось 4 ярмарки на рік.
Станом на 1886 рік у містечку, центрі Глафірівської волості, мешкало 2200 осіб, налічувалось 228 дворових господарств, існували православна церква, лавка та рибний завод.

## Сучасний стан

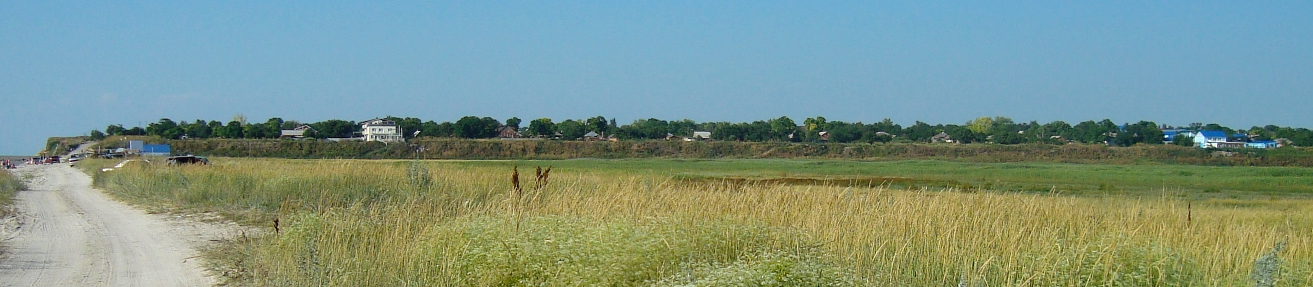
Глафіровка. Вид з Глафірівської коси

Основним напрямком господарської діяльності підприємств, розташованих на території поселення, є сільськогосподарське виробництво з перевагою зернового рослинництва й розвиненим тваринництвом.
За своїм географічним розташуваням Глафіровське сільське поселення Щербинівського району є курортом місцевого значення.